# Roland Alphonso
Roland Alphonso, auch Rolando Alphonso, OD (* 12. Januar 1931 in Havanna; † 20. November 1998 in Los Angeles) war ein jamaikanischer Tenorsaxophonist.
In Nassau auf den Bahamas schloss er sich 1963 den Skatalites an. Nach deren Auflösung im August 1965 gründete er die Soul Brothers, später bekannt als The Soul Vendors. Ab 1973 veröffentlichte er auch Platten unter seinem eigenen Namen. Von 1983 bis zu seinem Tode trat Alphonso mit den wiedervereinigten Skatalites auf.

## Leben
Alphonso wurde wie Tommy McCook, Laurel Aitken, Rico Rodriguez und Rita Marley auf Kuba geboren und steht für den kubanischen Anteil bei der Entstehung von Ska und Reggae. Er kam im Alter von zwei Jahren mit seiner jamaikanischen Mutter nach Jamaika und begann, Saxophon an der Stony Hill Industrial School zu lernen.
Im Jahr 1948 verließ er die Schule, um sich Eric Deans Orchester anzuschließen, und durchlief in verschiedenen Bands den Hotelkreislauf auf der Insel. Er nahm 1952 erstmals als Mitglied von Stanley Mottas Gruppe auf, im Anschluss häufig als Sessionmusiker. 1956 nahm er zum ersten Mal für Clement „Coxsone“ Dodd auf, wobei diese frühen Aufnahmen verloren gingen, bevor sie gemastert wurden. 1958 war er Teil des Bühnenakts der Komiker Bim & Bam, die durch Jamaika tourten. Alphonsos dynamische Version von Louis Primas „Robin Hood“ war einer der Höhepunkte des Akts. Danach machten ihn Clement Dodd und Duke Reid zu einem regelmäßigen Mitglied ihrer hauseigenen Band von Session-Musikern. 1959 trat er der Band von Cluett Johnson namens Clue J & His Blues Blasters bei und unterstützte viele von Dodds Aufnahmesessions in einem typisch jamaikanischen R&B-Stil. Er war der Arrangeur bei vielen von Dodds Aufnahmesessions.
Im Jahr 1960 nahm er für andere Produzenten wie Duke Reid, Lloyd „The Matador“ Daley und King Edwards auf, arbeitete aber weiterhin für Dodd. Er steuerte Alt-, Tenor- und Baritonsaxophone und Flöte zu Aufnahmen bei. Während dieser Zeit spielte er in vielen verschiedenen Bands, wie The Alley Cats, The City Slickers und Aubrey Adams & The Dew Droppers. 1963, nach einigen Monaten in Nassau, Bahamas, nahm er an der Gründung des Studio One Orchestra teil, der ersten Sessionband in Dodds neu eröffnetem Tonstudio. Die Band nahm auf Vorschlag von Tommy McCook den Namen The Skatalites an.
Als sich die Skatalites im August 1965 auflösten, gründete Alphonso 1967 die Soul Brothers (mit Johnny „Dizzy“ Moore und Jackie Mittoo), später erfolgte die Umbenennung in The Soul Vendors. In den späten 1960er und frühen 1970er Jahren führte Alphonso die Ruinaires an, die Resident-Band im Ruins Restaurant/Nachtclub, er wurde jedoch durch einen Schlaganfall im Alter von 41 dazu gezwungen, jene Tätigkeit vorerst zu beenden. Er erholte sich schnell von diesem Rückschlag und zog Ende 1972 in die Vereinigten Staaten und kehrte bald zur Aufführung und Aufnahme zurück. Er veröffentlichte das erste Album unter eigenem Namen 1973 auf dem Plattenlabel Studio One.
In den 1970er, 80er und 90er Jahren spielte er weiterhin auf zahlreichen Platten aus jamaikanischen Studios, insbesondere für Bunny Lee, und tourte mit vielen Bands. In den späten 1970er und frühen 1980er Jahren spielte er mit der Band Jah Malla und trat regelmäßig auf der Live-Schaltung in New York auf.
Er wurde 1977 von der jamaikanischen Regierung zum Offizier des Order of Distinction ernannt und begann, häufiger in den Vereinigten Staaten zu touren. Er nahm 1983 an der Reformation der Skatalites teil, mit denen er ständig tourte und aufnahm, bis er am 2. November 1998 während einer Show im Key Club in Hollywood ein geplatztes Blutgefäß im Kopf erlitt. Er starb am 20. November 1998 im Cedars-Sinai Medical Center in Los Angeles, nachdem er ein zweites geplatztes Blutgefäß erlitten hatte und vier Tage im Koma verbracht hatte.

## Diskografie (Auswahl)
- 1968: ABC Rock Steady, mit dem Originals Orchestra (Gayfeet/High Note)
- 1973: Best of Rolando Alphonso (Studio One)
- 1975: King of Sax (Studio One)
- 1982: Brighter Shade of Roots (Imperial)
- 1984: Roll On (Wackie’s)
- 2000: Something Special: Ska Hot Shots (Heartbeat Records)
- 2014: Singles Collection & More. Classic Jamaican Collection ’60–’62 (Not Bad Records)
- 2024: Dreamland: The Beverley’s Singles 1966–1968 (Trojan)